# Аквасанта (Перуђа)
Аквасанта (итал. Acquasanta) је насеље у Италији у округу Перуђа, региону Умбрија.
Према процени из 2011. у насељу је живело 71 становника. Насеље се налази на надморској висини од 185 м.